# マリー・ドルレアン (1813-1839)
マリー・ドルレアン（Marie d’Orléans, 1813年4月12日 パレルモ - 1839年1月6日 ピサ）は、7月王政期のフランス王ルイ・フィリップの娘、彫刻家。ジャンヌ・ダルクの図像表象を、それまで約250年にわたって主流だった「吏員系」の図像から、実証的な男装戦士の図像に転換させるうえで、大きな役割を果たしたことで知られる。

## 生涯
ルイ・フィリップと妻マリー・アメリーの第3子、次女として生まれる。マリー・クリスティーヌ・カロリーヌ・アデライード・フランソワーズ・レオポルディーヌ（Marie Christine Caroline Adélaïde Françoise Léopoldine）と名付けられた。
マリーは歴史や文学に関心が深く、芸術的才能に恵まれ、詩や散文をすらすらと執筆したが、得意だったのは音楽や、とりわけ美術制作であった。画家アリ・シェフェールの弟子となり、彫刻制作に対する情熱に目覚めた。テュイルリー宮殿内に自分専用のアトリエを用意してもらい、そこで数多くの彫像を制作した。現在でもよく知られている、マリー王女の手になるジャンヌ・ダルクのブロンズ製塑像は、ドンレミ＝ラ＝ピュセルのジャンヌ・ダルクの生家の前や、オルレアン市庁舎前に設置されている。彼女の芸術活動は「王族の手慰みだ」という辛辣な批判に晒されたが、マリーの才能は美術界においても評価され、地位を確立した。マリーの作品で現存するものは少ないが、それは1848年革命の際、テュイルリー宮殿に乱入した群衆による乱暴狼藉の結果、王女の制作物の大部分が破壊されたためである。
1834年、両シチリア王フェルディナンド2世の弟の1人で、母方の従兄に当たるシラクーザ伯レオポルドとの縁談が持ち上がった。しかしこれはマリーが兄弟姉妹とともに分割相続することが取り決められていたオルレアン家の富裕な財産に与ろうとして進められた縁談であり、1834年4月にフランスで小規模な反乱が起きると、7月王政の継続に不安を抱いたナポリ宮廷は、マリーの相続分を手早く確保しようとしてマリーの早急な輿入れを要求した。ルイ・フィリップはナポリ宮廷の露骨な態度に辟易し、娘とシラクーザ伯との縁談を取りやめた。
1837年、姉婿ベルギー王レオポルド1世が甥のヴュルテンベルク公アレクサンダーをマリーの花婿候補として推薦し、マリーはこれを受けることにした。1837年10月17日にヴェルサイユのグラン・トリアノンで2人の結婚式が行われた。民事婚は大法官パスキエ公爵が執行した。花嫁はカトリック、花婿は福音派という異宗派間の婚姻だったため、カトリック側の婚礼をヴェルサイユ司教が、福音派側の婚礼をキュヴィエ牧師がそれぞれ司式した。続く数日間、フランス王夫妻主催の盛大な結婚披露宴がにぎやかに祝われた。
結婚式の後、夫妻はドイツ諸国の宮廷を訪問する新婚旅行に出かけた。アレクサンダーの姉婿ザクセン＝コーブルク＝ゴータ公エルンスト1世の住むゴータの宮殿に滞在したとき、宮殿が火事で焼け落ちて、若い夫婦は命の危険にさらされた。マリーは焼け死にそうになりながら真冬の戸外に逃れ出たが、この火事のため極寒の中で避難生活をしたことが、命取りとなる肺結核を患った原因の可能性がある。1838年7月30日、公夫妻の一人息子フィリップが誕生し、母親と同じくカトリックの洗礼を授けられた。しかし出産はすでに衰弱の始まっていたマリーの健康状態をさらに悪化させた。
1838年秋、肺結核の治癒には温暖な気候での生活が良いとする医師の勧めに一縷の望みをかけて、マリーは生まれたばかりの息子を伴い、イタリアへ転地療養に出かけた。しかし家族の期待も空しく、マリーは1839年の年明けにピサのパラッツォ・ヴィテッリ（Palazzo Vitelli）で息を引き取った。遺体はオルレアン家の菩提寺であるドルーのサン＝ルイ王室礼拝堂に安置された。

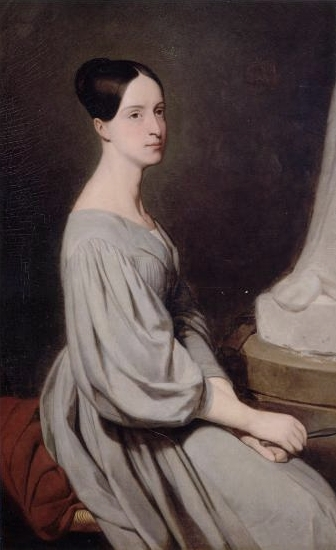
彫像制作中のマリー、師アリ・シェフェール画、1837年
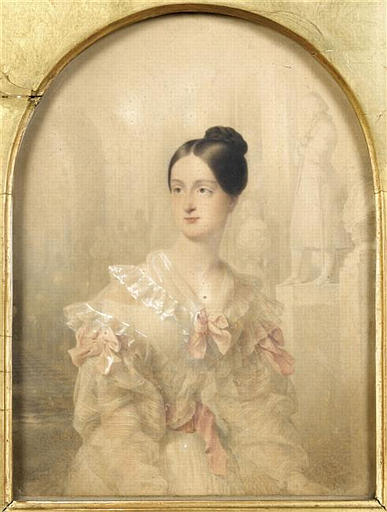
ジャン＝バティスト・イザベイによる肖像画
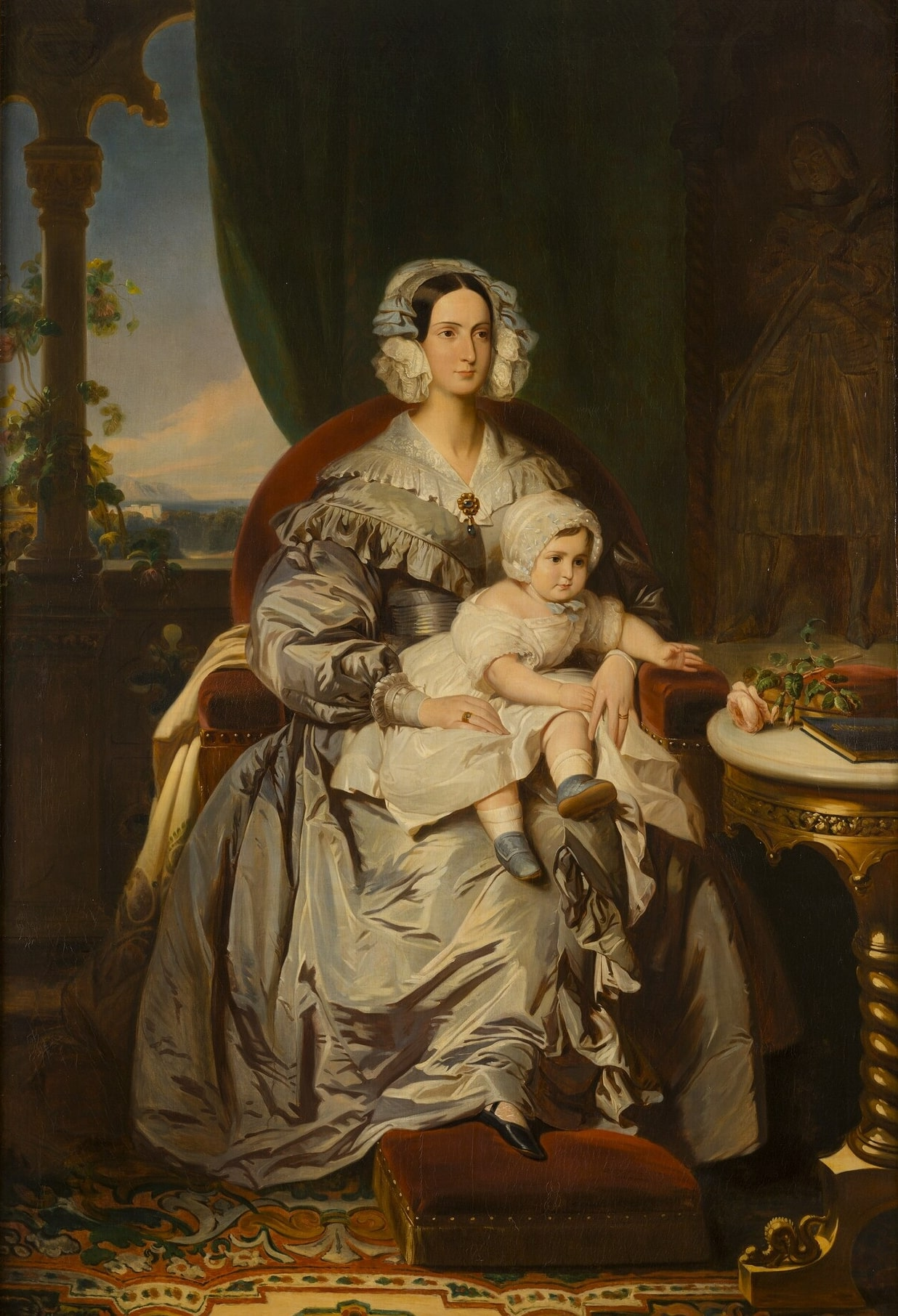
息子フィリップを抱くマリー、1838年 (画)フランツ・ヴィンターハルター
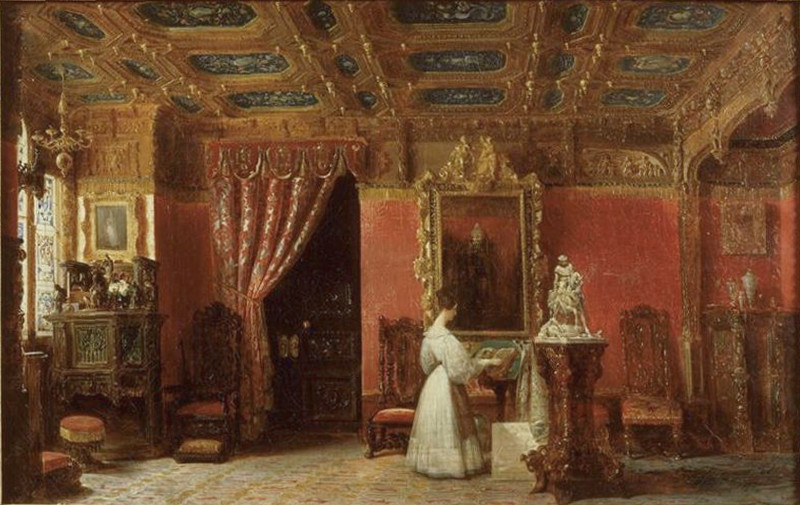
テュイルリー宮殿内のアトリエに立つマリー

## 作品
現存するマリーの彫刻作品は以下の通り。
- 「詩人の復活（La Résurrection du poète）」のレリーフ、1834年制作。オリジナルの石膏像はシャンティイ・コンデ美術館蔵。
- 「祈るジャンヌ・ダルク（Jeanne d'Arc debout priant）」、1837年制作。オリジナルの大理石像はヴェルサイユ宮殿が所蔵。数多くのコピーが存在する。最も有名なコピーはオルレアン市庁舎正面玄関前に置かれたブロンズ製のもので、父親のルイ・フィリップ王が寄贈したものである。このブロンズ像は第二次世界大戦中、ナチス・ドイツや連合軍による戦闘・占領の際に傷つけられ、衣服に被弾の痕が残っている[2]。
- 「倒れたイングランド兵を見て涙する馬上のジャンヌ・ダルク（Jeanne d'Arc à cheval pleurant à la vue d'un Anglais blessé）」、リヨン・リヨン美術館蔵。オルレアン市庁舎内結婚式宴会場及びシャンティイ・コンデ美術館でもコピーを見ることができる。

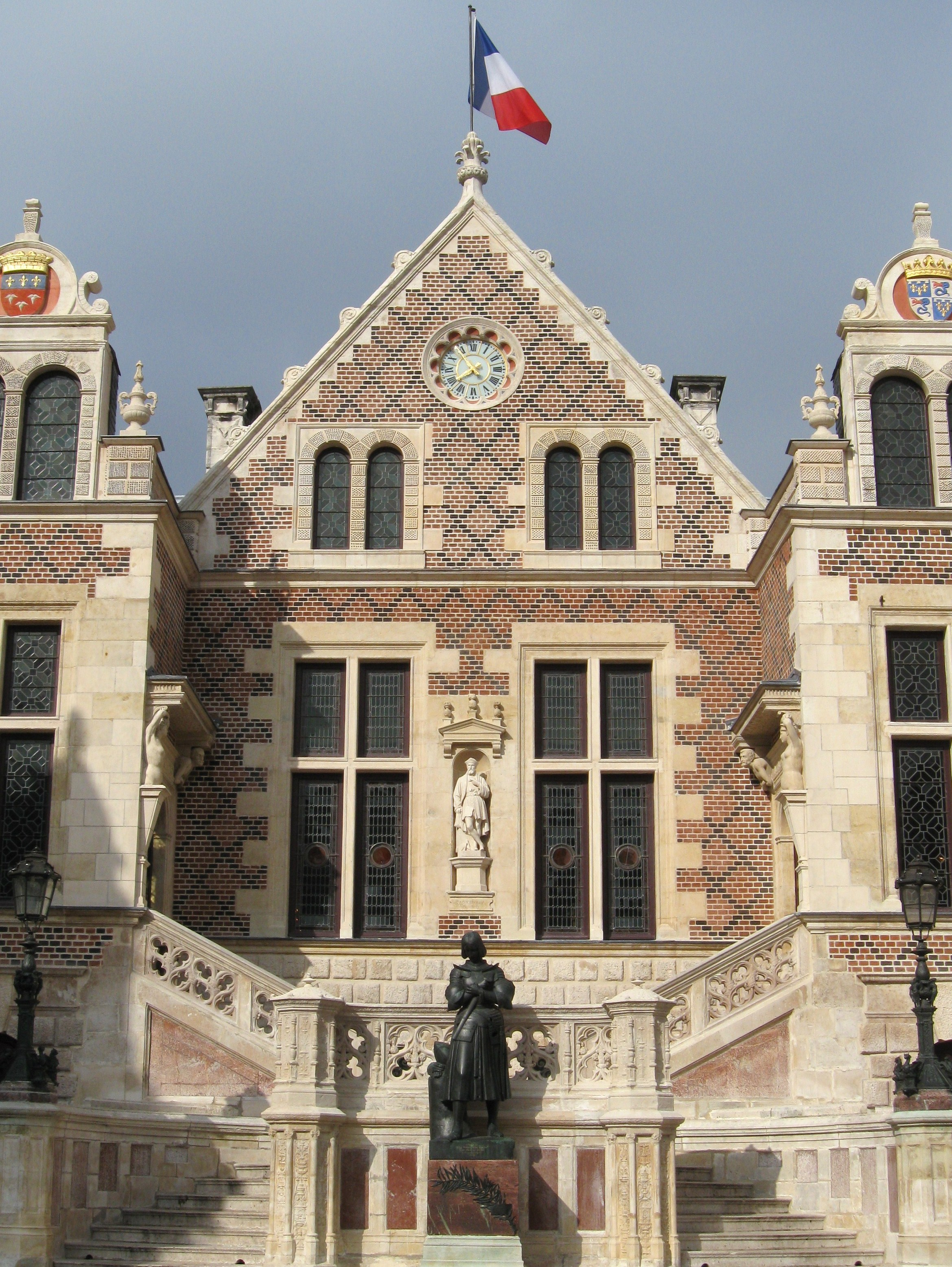
祈るジャンヌ・ダルク、オルレアン市庁舎正面玄関前のブロンズ像
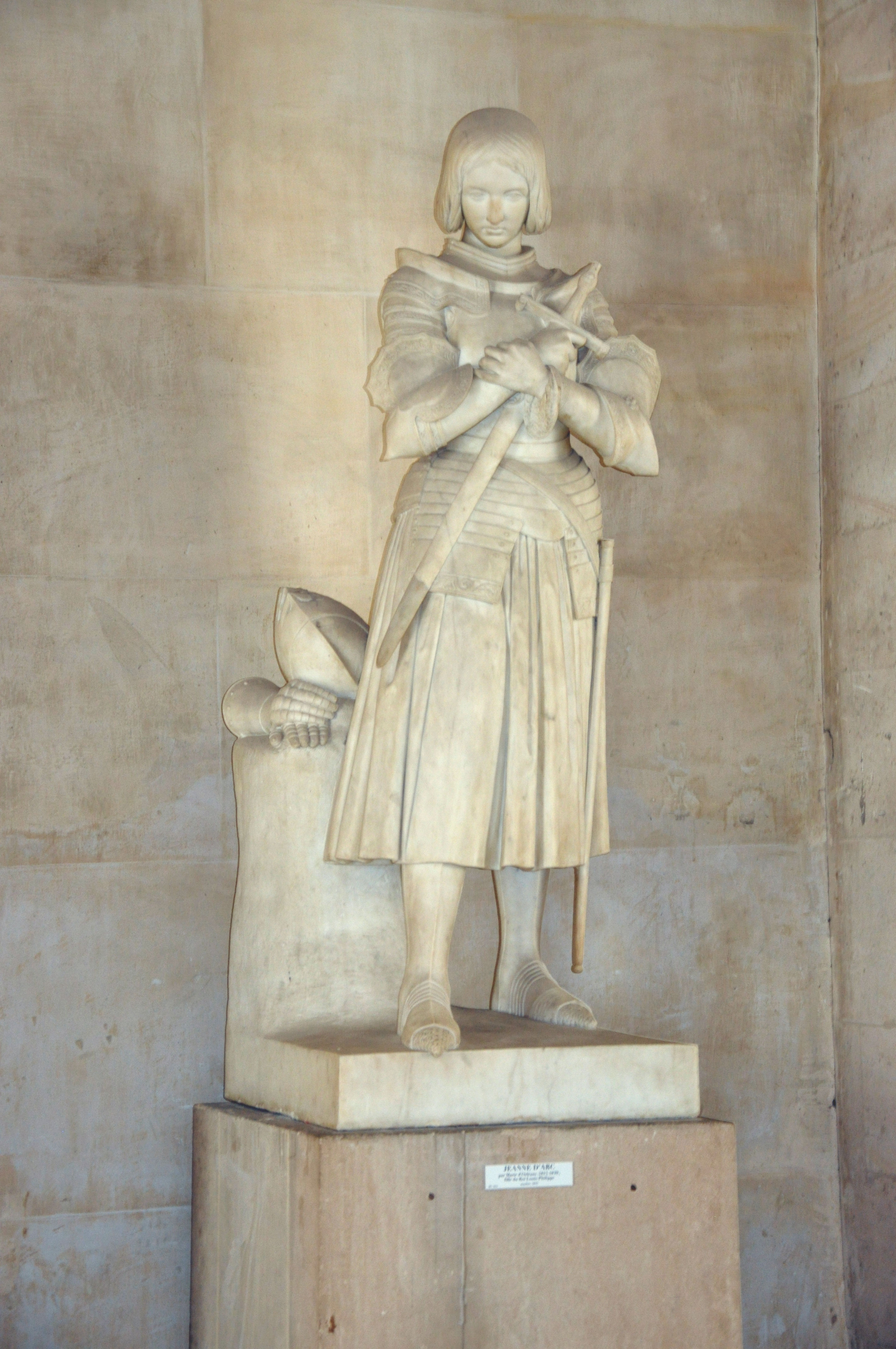
祈るジャンヌ・ダルク、ヴェルサイユ宮殿
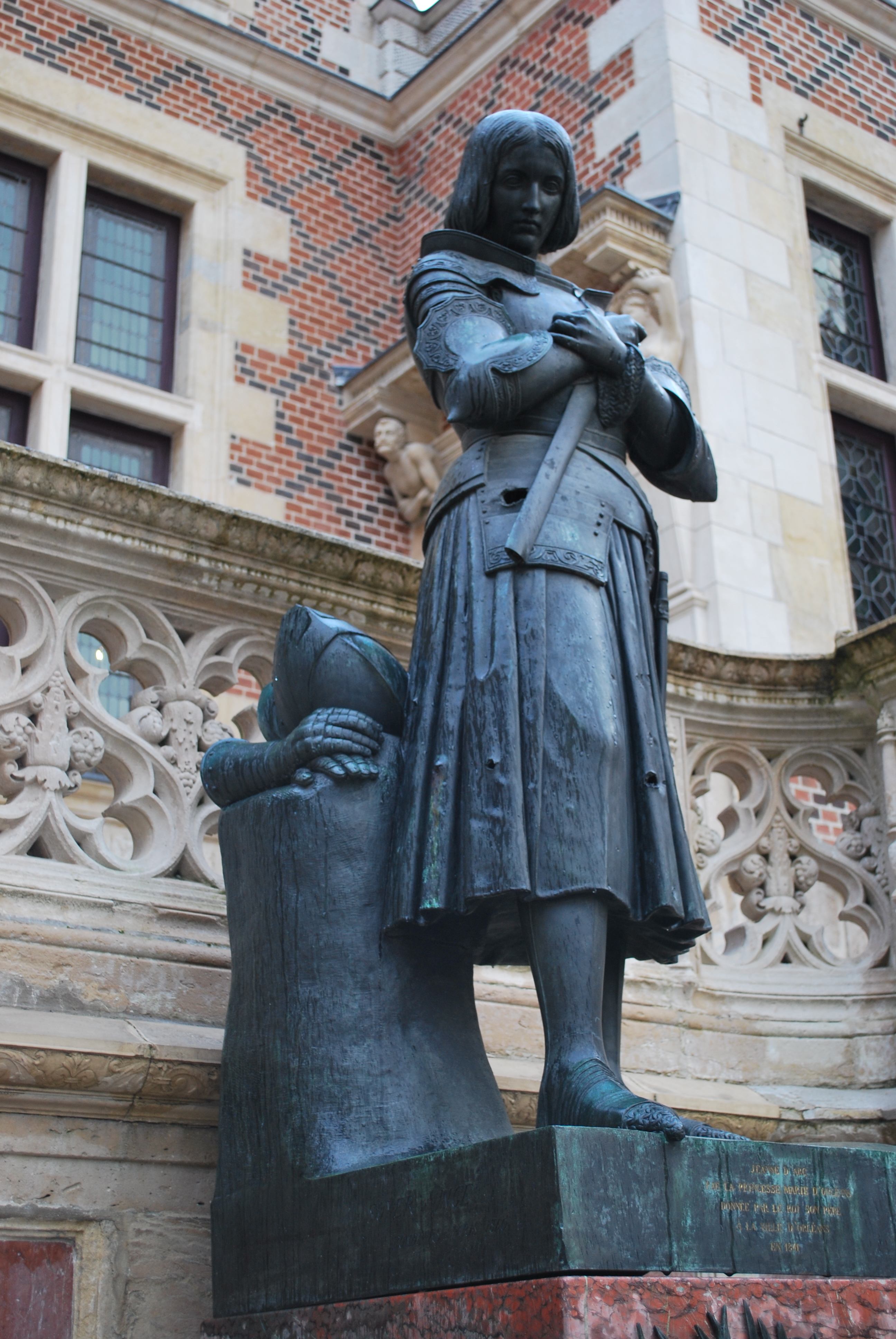
祈るジャンヌ・ダルク、オルレアン市庁舎正面玄関前のブロンズ像近影
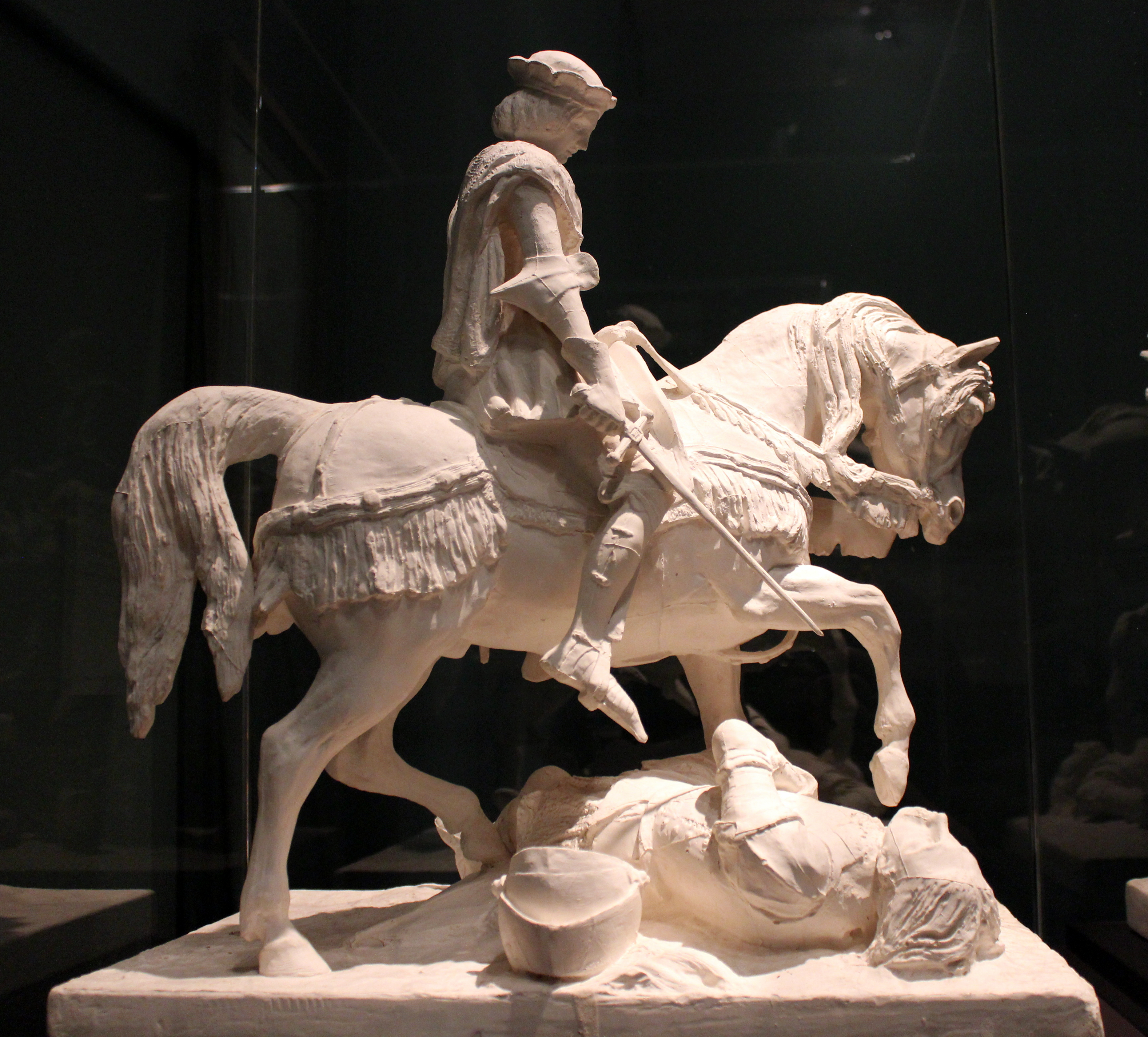
倒れたイングランド兵を見て涙する馬上のジャンヌ・ダルク

## 子女
- フィリップ・アレクサンダー・マリア・エルンスト（1838年 - 1917年） - オーストリア大公女マリア・テレジアと結婚し3男2女をもうける。長男アルブレヒトは、男子のいなかった最後のヴュルテンベルク王ヴィルヘルム2世の死後、最近親の男子であることからヴュルテンベルク家の家長となった。